# Pertuis
Pertuis ist eine französische Stadt mit 19.764 Einwohnern (Stand 1. Januar 2022) im Département Vaucluse in der Region Provence-Alpes-Côte d’Azur. Pertuis ist Hauptort des Kantons Pertuis im Arrondissement Apt.
Pertuis ist Hauptstadt der Landschaftsregion Pays d’Aigues und als einzige Gemeinde aus dem Département Vaucluse im Gemeindeverband Métropole d’Aix-Marseille-Provence vertreten. Das Gemeindegebiet gehört zum Regionalen Naturpark Luberon.

## Lage
Pertuis ist die südlichste Gemeinde des Départements Vaucluse. Sie liegt im Tal der Durance südlich des Luberon-Gebirges in einer Höhe von ca. 200 Metern ü. d. M. und etwa 23 Kilometer (Fahrtstrecke) nördlich von Aix-en-Provence bzw. gut 80 Kilometer südöstlich von Avignon.

## Bevölkerungsentwicklung
| Jahr      | 1962  | 1968  | 1975   | 1982   | 1990   | 1999   | 2006   | 2018   |
| --------- | ----- | ----- | ------ | ------ | ------ | ------ | ------ | ------ |
| Einwohner | 6.774 | 8.355 | 10.117 | 12.430 | 15.791 | 17.833 | 18.906 | 20.397 |

Infolge der Zuwanderung aus den ländlichen Regionen Südfrankreichs ist die Einwohnerzahl von Pertuis in den letzten Jahrzehnten deutlich angestiegen.

## Wirtschaft
Pertuis und seine Umgebung waren immer schon in hohem Maße landwirtschaftlich geprägt, wobei der Ort selbst auch als Handwerks-, Markt- und Dienstleistungszentrum fungierte. Mit der Anwesenheit der Päpste in der nahegelegenen Stadt Avignon wurden immer mehr Ackerflächen zu Weinfeldern umgenutzt, so dass im Jahr 1369 ein 20 Jahre gültiger Stopp der Neuanlage von Rebflächen verkündet werden musste. Mit der Entwicklung ihrer Glas- und Textilindustrie zählte Pertuis bereits im Jahr 1765 um die 3500 Einwohner; im 19. Jahrhundert stieg der Ort zur Kantonshauptstadt auf. Der Bau der Hängebrücke und des Bahnhofes gaben der Stadt einen starken wirtschaftlichen Auftrieb. In Pertuis ist seit 1973 das Unternehmen Pellenc ansässig, ein Hersteller von Akkuscheren sowie Ernte- und Schnittmaschinen für den Wein-, Obst- und Olivenanbau. Die Landwirtschaft rund um Pertuis wurde durch die Bewässerung des Durance-Tals begünstigt. Die Rebflächen der Umgebung zählen heute zum Weinbaugebiet der Côtes du Luberon (AOC).

## Geschichte
Die Stadt Pertuis wurde bereits im Jahr 981 gegründet. Sie befand sich in der Nähe der ersten Fähre über die Durance und damit an einer wichtigen Passage zwischen der unteren und der oberen Provence. Während des Mittelalters führten die Abtei Montmajour und die Grafen der Provence und von Forcalquier erbitterte Kämpfe um die Stadt, bevor sie dann im 14. Jahrhundert von verschiedenen umherstreifenden Söldnerbanden des Hundertjährigen Krieges besetzt wurde. Nach der Belagerung durch königliche Truppen wurde die Stadt 1427 schließlich dem Königreich Frankreich einverleibt. Die alte Burg, im zwölften Jahrhundert erbaut, wurde im Jahre 1596 zerstört. Nur der in einen Belfried umgewandelte Donjon blieb erhalten. Größere Umbaumaßnahmen führten zum Durchschlag mehrerer Straßen und zur Zerstörung der Stadtmauer.

## Politik
Politisch tendiert die Gemeinde wie die gesamte Region zur Politischen Rechten, jedoch in geringerem Ausmaß, auf lokaler Ebene werden meist eher linke Kandidaten, z. B. der Parti socialiste, gewählt. Seit 2008 ist jedoch Roger Pellenc von der UMP Bürgermeister.

## Sehenswürdigkeiten
Auf der Place Mirabeau, in der Nähe des Belfrieds, steht die Kirche Saint-Nicolas. Sie besteht aus zwei parallelen Langhäusern, die mit Seitenkapellen ausgestattet ist. Entlang den engen Gassen stehen viele interessante Häuser, die zurzeit einer Renovierung unterzogen werden. In der Rue de la Durance 77, hinter dem Rathaus, befindet sich ein großes Haus mit einer eleganten Fassade aus dem 18. Jahrhundert. In dem  Gewölbekeller La Voûte des Arts aus dem 16. Jahrhundert finden regelmäßig kulturelle Veranstaltungen statt. Von der Place de l’Ange führt die Rue Vaillante zum Tour Saint-Jacques, einem Überbleibsel der mittelalterlichen Stadtmauer, von der nur noch wenige Spuren vorhanden sind.
Westlich vom Turm gelangt man über die Rue Droite an einem alten Handwerkerhaus aus dem 16. Jahrhundert vorbei. In der Rue Boileau 6 steht ein Haus mit einer Renaissance-Fassade. Von der Rue Petite über die Rue Francois-Morel in Richtung Place Mirabeau sieht man das gegen 1585 erbaute Maison de la reine Jeanne, das sich zurzeit aber in einem ziemlich schlechten Zustand befindet.

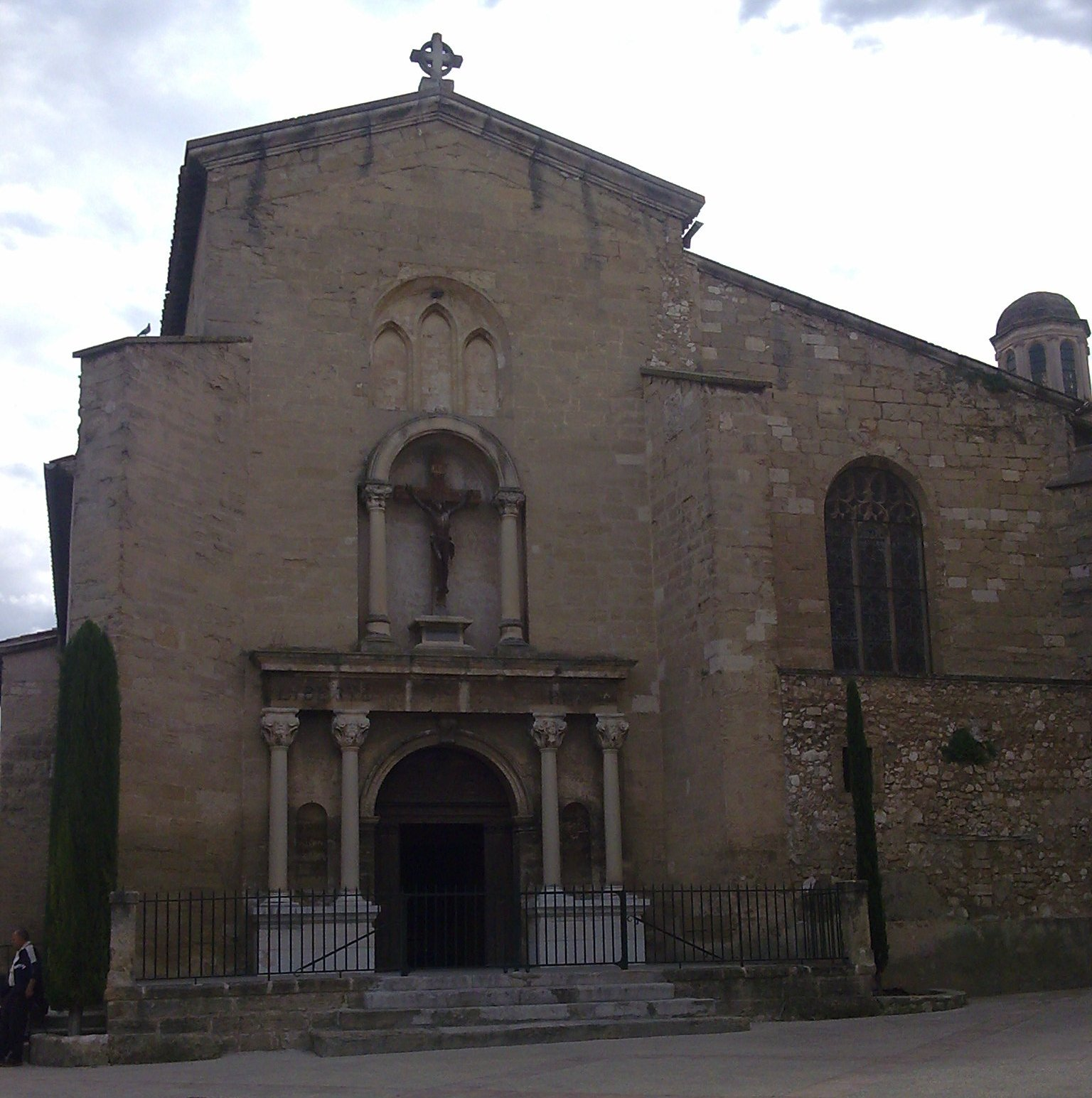
Église Saint-Nicolas
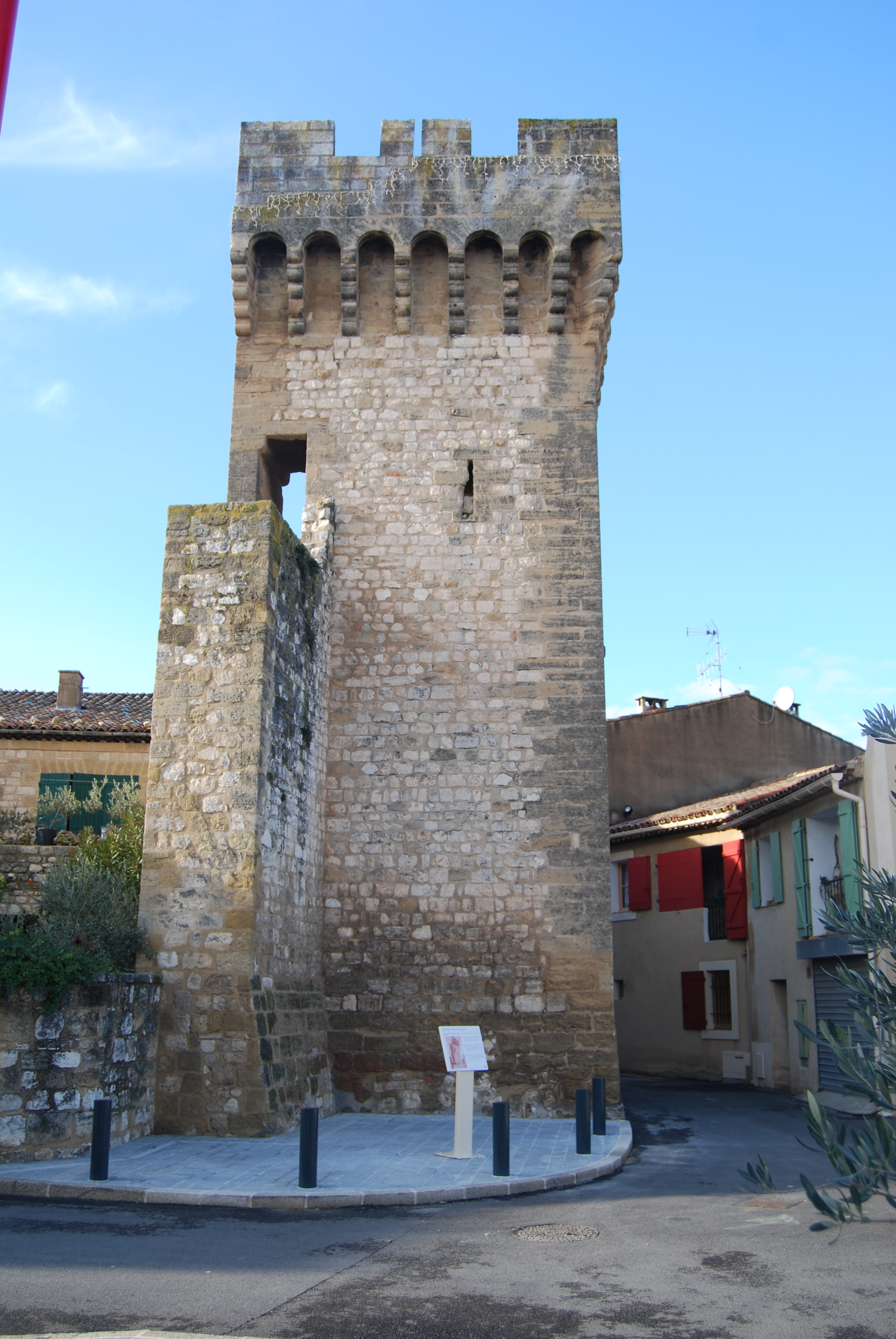
Tour Saint-Jacques
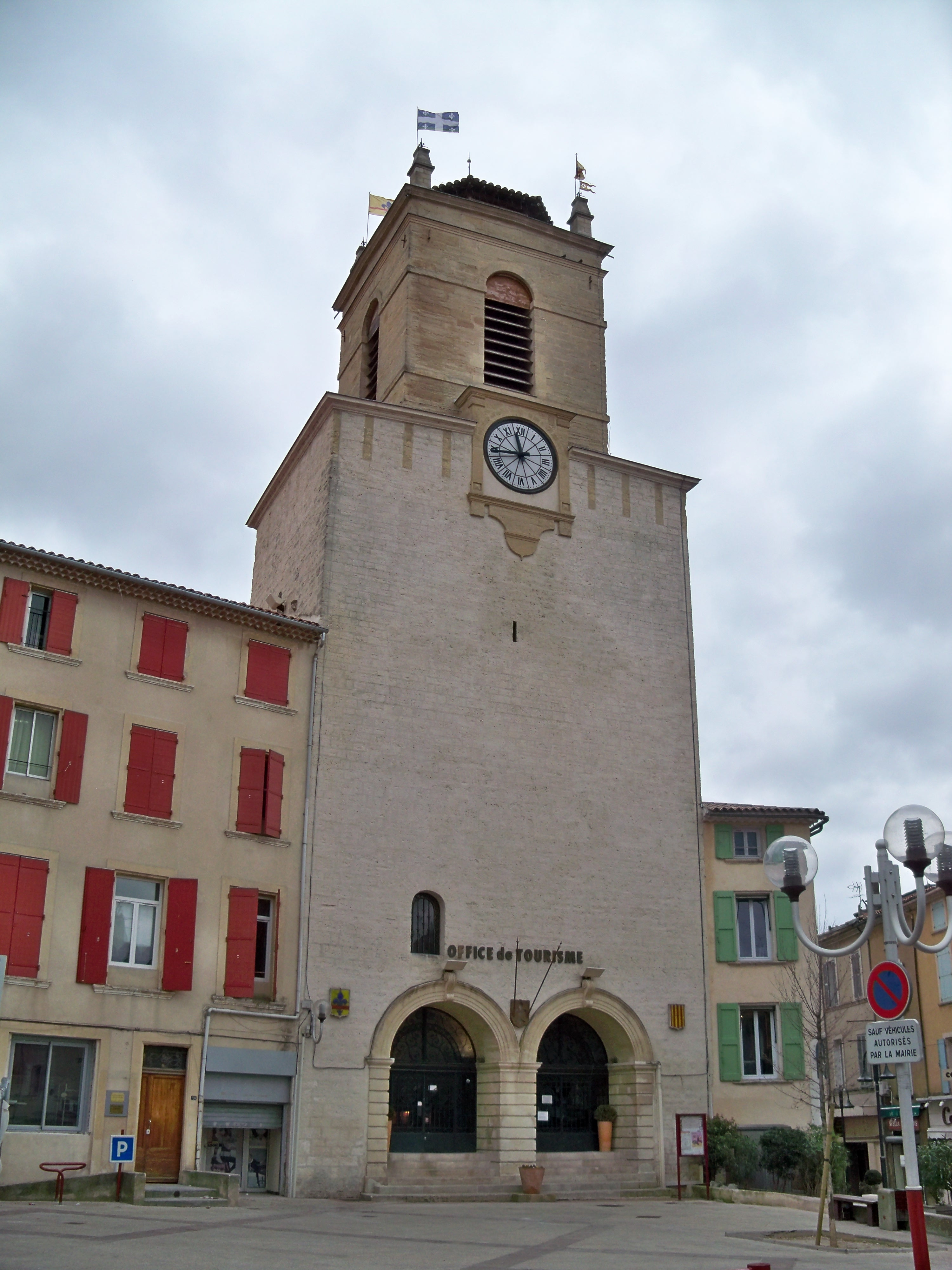
Donjon
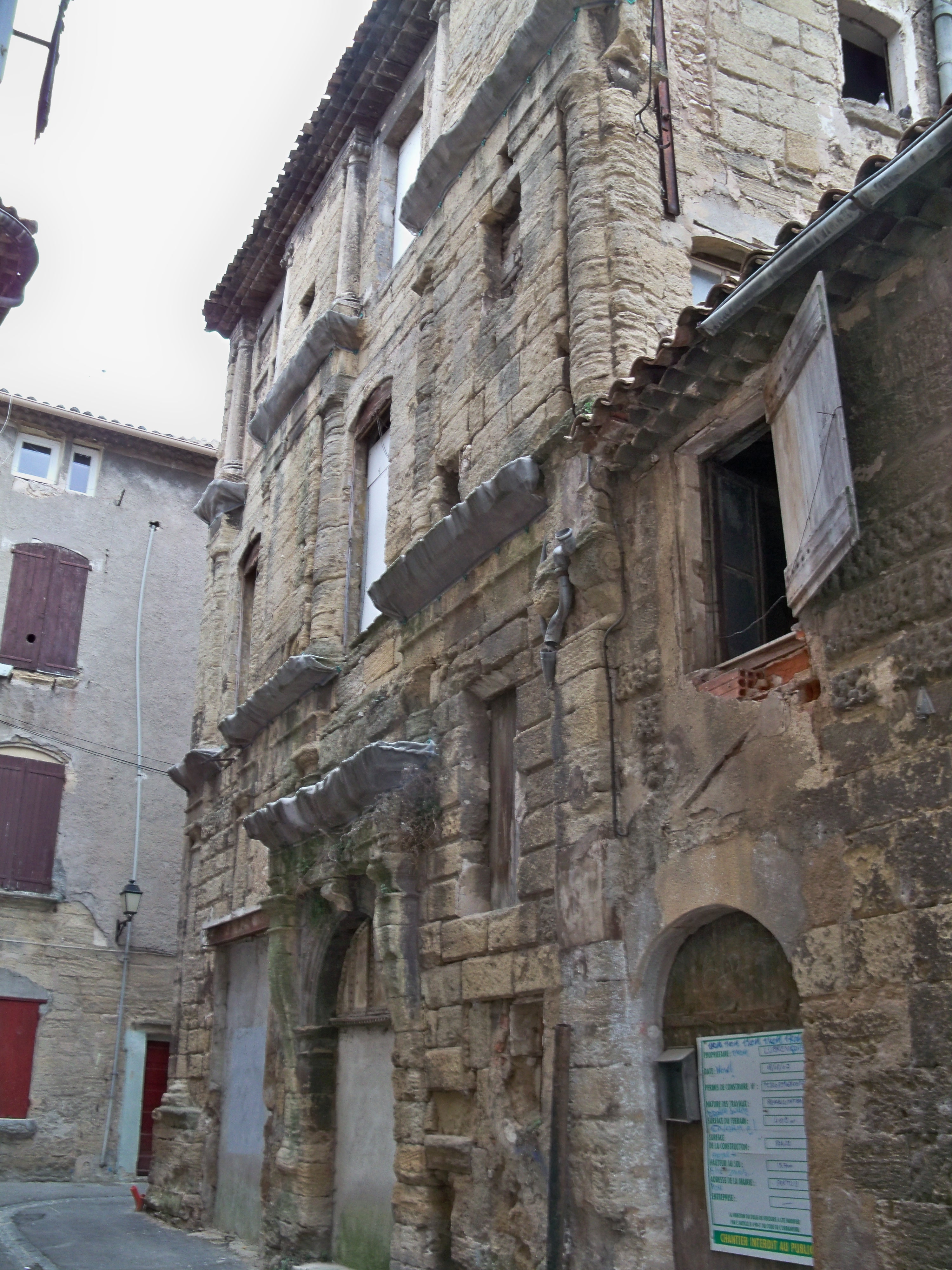
Maison Reine Jeanne

## Persönlichkeiten
- Louis Chauvet (1664–1710), Ordensgründer
- Joseph-Alexandre Auzias-Turenne (1812–1870), Mediziner, Syphilisforscher, Schüler von Philippe Ricord
- Louis Philibert (1912–2000), Politiker
- Michèle Torr (* 1947), Sänger
- Cyril Rool (* 1975), Fußballspieler
- Claire Tabouret (* 1981), bildende Künstlerin
- Pierre-Emmanuel Largeron (* 1991), Dirigent und Geiger
- Akim Zedadka (* 1995), französisch-algerischer Fußballspieler
- Karim Zedadka (* 2000), algerisch-französischer Fußballspieler